# Нікітін Іларіон Михайлович
Іларіон Михайлович Нікітін (1890, Російська імперія — ?) — радянський діяч. Член ЦВК Азербайджанської РСР. Член Центральної контрольної комісії ВКП(б) у 1925—1930 роках. 

## Життєпис
Працював токарем по металу в Баку.
Член РСДРП(б) з 1917 року. Учасник Жовтневого перевороту 1917 року.
На 1925—1927 роки — токар ремонтних майстерень і член заводського комітету (завкому) «Азнафти» міста Баку. Обирався членом Бакинського міського комітету КП(б) Азербайджану.
Подальша доля невідома.